# Insulae (provincia romana)
Insulae (in latino "isole", in greco antico: νήσοι?: propriamente Provincia Insularum e ἐπαρχία νήσων, "provincia delle isole") era una provincia tardo romana formata da alcune isole dell'Egeo, ora parte della Grecia.
Essa non deve essere confusa con la provincia romana Insulae Baleares, che consisteva nelle Isole Baleari (ora spagnole).

## Storia
Nella tarda antichità, la provincia faceva parte della diocesi dell'Asia della prefettura del Pretorio dell'est, fino a essere subordinata alla quaestura exercitus dell'imperatore Giustiniano.
Rodi era la capitale della provincia, il cui governatore aveva il modesto grado di praeses (hegemon in greco). Essa comprendeva molte isole dell'Egeo. Secondo il Synecdemus di Hierocles, la provincia comprendeva venti città: Rodi, Amorgos, Andros, Astypalaia, Chios, Ios, Kos, Melos, Methymna, Mytilene, Naxos, Paros, Petelos, Proselene, Samos, Siphnos, Tenedos, Tenos e Thera.
L'omonima capitale di Rodi era anche la sede dell'arcivescovado metropolitano della provincia ecclesiastica che copriva le Cicladi, con undici sedi suffraganee comprese Astypalaia, Ios e nel Dodecanneso Nisyrus (isola di Nisiro).